# Hardy Krüger
Hardy Krüger, egentligen Franz Eberhard August Krüger, född 12 april 1928 i Berlin, död 19 januari 2022 i Palm Springs, Kalifornien, var en tysk skådespelare. Han var far till Christiane Krüger och Hardy Krüger d.y.
Hardy Krüger föddes i Wedding, Berlin, 1928, son till Max och Auguste (Meier) Krüger. Krügers föräldrar var ivriga nazister och han uppgav i en intervju 2016 att han var "uppfostrad att älska Hitler. Från 1941 gick han på en elit Adolf Hitler-skola i Ordensburg Sonthofen. Vid 15 års ålder gjorde Hardy sin filmdebut i Alfred Weidenmanns The Young Eagles. Det var här han träffade den eminente skådespelaren Hans Söhnker, som blev en vän för livet. Söhnker var en förtäckt antinazist, som gav skydd åt dem som flydde från regimen. Han gjorde en poäng med att utbilda Krüger, som hjälpte sin vän med att leverera meddelanden till flyktingar.
I mars 1945 tilldelades Krüger den 38:e SS-divisionen Nibelungen och drogs in i tunga strider. Den 16-årige Krüger beordrades att skjuta mot en amerikansk trupp. När han vägrade dömdes han till döden för feghet, men en annan SS-officer kontraordrade ordern. Krüger beskrev denna upplevelse som sitt brott med nazismen. Han tjänstgjorde efteråt som budbärare för SS, men flydde senare och gömde sig i Tyrolen fram till krigets slut. Han var medlem i Amadeu Antonio Foundation och talade ofta offentligt mot extremism och för demokrati, med hänvisning till sina egna erfarenheter

## Filmografi i urval
- 1988 - Krig och hågkomst
- 1984 - Slagskämpen
- 1978 - De vilda gässen
- 1977 - En bro för mycket
- 1975 - Barry Lyndon
- 1969 – Santa Vittorias hemlighet
- 1965 – Flykten från öknen
- 1962 - Söndagarna med Cybèle
- 1961 - Taxi till Tobruk
- 1953 - Solange Du da bist
- 1944 - Junge Adler